# Baileyothrips
Baileyothrips är ett släkte av insekter. Baileyothrips ingår i familjen smaltripsar.
Kladogram enligt Catalogue of Life:
| Baileyothrips | \| \| Baileyothrips arizonensis \| \| \| \| \| \| Baileyothrips limbatus \| \| \| \| |
|               | \| \| Baileyothrips arizonensis \| \| \| \| \| \| Baileyothrips limbatus \| \| \| \| |
|               | Baileyothrips arizonensis                                                            |
|               |                                                                                      |
|               | Baileyothrips limbatus                                                               |
|               |                                                                                      |